# Einraumhaus c/o

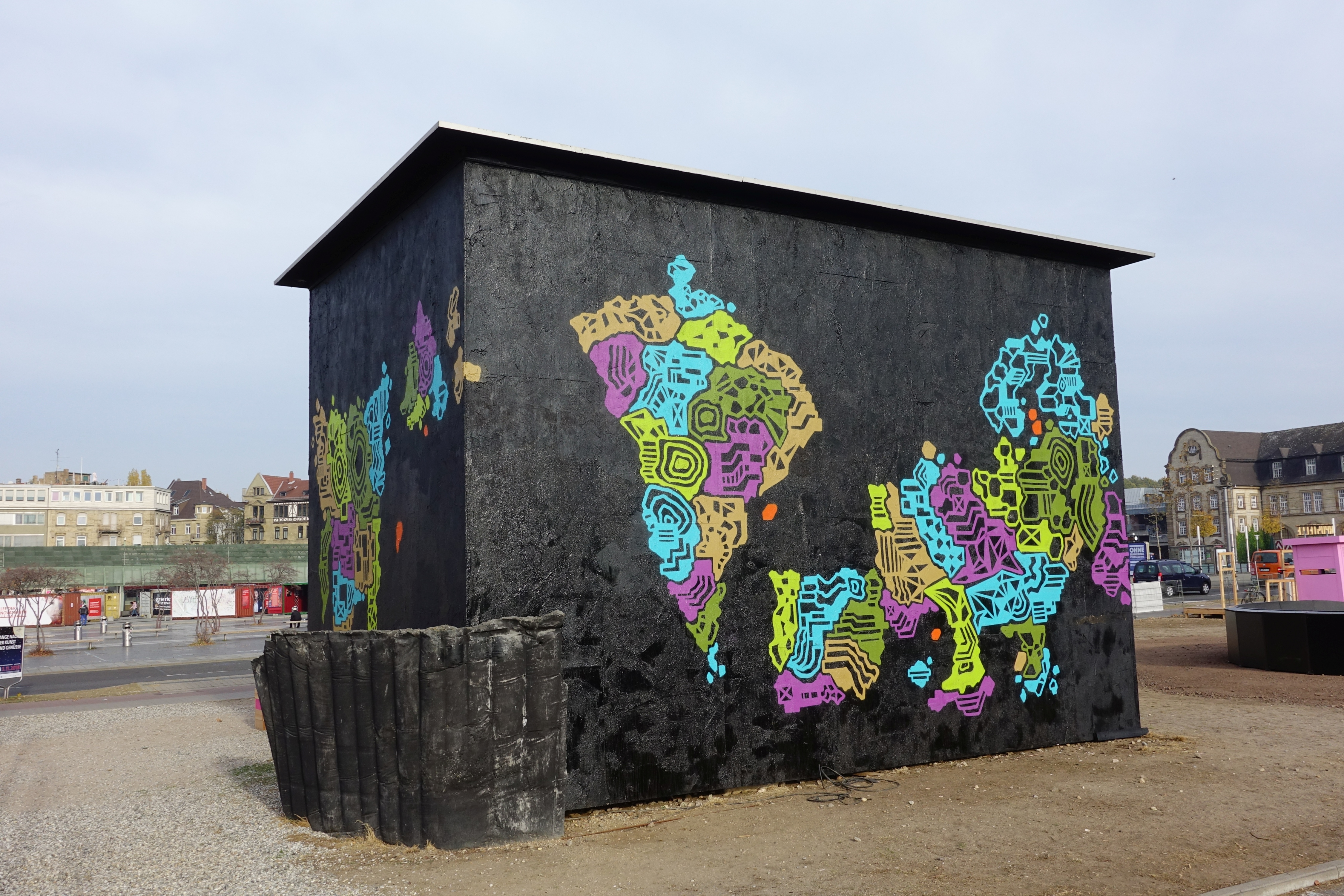
Wandbild Old new world order des finnischen Künstler EGS am Einwandhaus. Das Bild wurde Anfang 2019 wieder entfernt.

Das Einraumhaus c/o in Mannheim wurde 2007 von den Künstlern Myriam Holme und Philipp Morlock als Ort der Auseinandersetzung mit junger Kunst gegründet.
Vom 8. Juli bis 27. August 2010 fand die erste Ausstellung zeitgenössischer Kunst statt. Wechselausstellungen mit Kunstwerken direkt aus den Ateliers von Künstlern oder aus Wohnungen von Sammlern wurden in dem White Cube des Einraumhauses gezeigt – welcher selbst ein (begehbares) Kunstwerk darstellt. Das Einraumhaus war, so sein Erbauer Philipp Morlock, als „Schutzraum“ gedacht, der die Kunst vor der Öffentlichkeit absichern, aber gleichsam ein Betrachten der Kunst erst ermöglichen sollte.
Nach seinem Abbau in Mannheim wanderte das Einraumhaus in andere Städte. Dem wurde die Namensgebung jeweils angepasst. Aus dem „Einraumhaus c/o Mannheim“ wurde in Folge das „Einraumhaus c/o Stuttgart“ und das „Einraumhaus c/o Tirana“.
Seit November 2011 steht das neue, über 9 m breite und 6,65 m hohe Einraumhaus c/o Mannheim auf dem Alten Meßplatz in Mannheim. Zu den bisher ausgestellten Künstlern zählen Helmut Dorner, Gregor Hildebrandt, Jeff Koons, Gereon Krebber, Daniel Roth und Johannes Wald.